# Sceptrothelys lividicorpus
Sceptrothelys lividicorpus är en stekelart som först beskrevs av Girault 1917.  Sceptrothelys lividicorpus ingår i släktet Sceptrothelys och familjen puppglanssteklar. Inga underarter finns listade i Catalogue of Life.